# João Franco
Pour les articles homonymes, voir Franco.
João Ferreira Franco Pinto Castelo Branco (1855-1929) est un homme d'État portugais, l'un des plus importants de la fin de la monarchie constitutionnelle portugaise.

## Jeunesse
Il est né à Alcaide, le 14 février 1855. Il est le fils unique de Frederico Carlos Ferreira Franco e Freire et de Luísa Henriqueta Pinto Correia da Costa Castelo-Branco.
Il se forme en droit à l'université de Coimbra en 1875. Déjà, à cette époque, il se fait remarquer par sa vivacité d'esprit et son énergie, qualités dont il saura faire preuve dans ses futures batailles politiques.
Entrant dans une carrière administrative, il occupera plusieurs charges dans la magistrature, obtenues après par concours publics: délégué du procureur royal dans les villes de Sátão, Baião, Alcobaça et Lisbonne entre janvier 1877 et janvier 1885; chef de service dans l'administration générale des douanes entre octobre 1885 et novembre 1886; administrateur général des douanes entre février 1886 et décembre de la même année; auditeur du tribunal du contentieux fiscal douanier en 1886.

## Débuts politiques
Élu député du Parti Régénérateur aux Cortès en 1884 pour la circonscription de Guimarães. Très vite, il doit résoudre un conflit entre les villes de Braga et Guimarães dans lequel il intervient pour défendre énergiquement la ville qui l'a élu. Ce conflit qui dure plus d'un an, focalise sur lui l'attention du pays. Son talent et son caractère sont reconnus.
Il gravit rapidement les échelons de la vie politique. Ses discours sur les questions administratives, économiques et financières font sensation. Il combat vivement le gouvernement progressiste entre 1886 et 1890. Son nom circule pour le prochain ministère régénérateur.

## Participation aux gouvernements régénérateurs
Le 14 janvier 1890, il est effectivement nommé au ministère de l'industrie dans le cabinet de António de Serpa Pimentel. Mais ce gouvernement tombe au bout de huit mois, le 12 octobre 1890. Il publie un célèbre rapport sur l'état des finances du pays qui provoque une polémique. En 1891, il revient dans un nouveau cabinet présidé par João Crisóstomo de Abreu e Sousa au ministère des travaux publics, entre le 21 mai 1891 et le 14 janvier 1892. On lui doit la réforme des instituts et des écoles industrielles et agricoles ainsi que plusieurs mesures pour promouvoir le développement industriel et économique. En 1892, redevenu simple député, il prône des mesures protectionnistes pour protéger l'industrie en tant que président de la commission parlementaire sur l'industrie. C'est pendant son mandant que la voie de chemin de fer de la Beira Baixa, sera inaugurée par le roi Charles Ier de Portugal et la reine Amélie à l'occasion de leur première visite dans le nord du pays en tant que souverains.
Entre juillet 1891 et le 16 novembre 1891, il sera ministre de l'Instruction publique et des Beaux-Arts. Puis, de 1893 à 1897, sa prépondérance dans le gouvernement est telle que celui-ci est resté connu sous le nom de cabinet Hintze-Franco. À cette occasion, il décrète les réformes de l'enseignement secondaire, du code administratif (1896), de la loi électorale, établissant des incompatibilités et limitant le nombre d'employés publics au parlement, Il prend des mesures sanitaires maritimes, d'autres contre les anarchistes et sur la réduction des circonscriptions. Certaines de ces mesures, ainsi que certaines démonstrations de force comme la suppression des associations commerciales et des commerçants de Lisbonne, l'ordre d'expulsion du pays du leader républicain espagnol Nicolás Salmerón Alonso, provoquent d'intenses discussions et focalisent l'attention du pays. Son action n'en est pas troublée et il redouble d'efforts pour mettre fin à l'anarchie nuisant d'après lui à l'ordre public. En tant que ministre des Affaires du royaume dans le cabinet Hintze-Franco, il est l'auteur du décret du 2 mars 1895 qui concède le statut de région autonome aux Açores.

## La rupture
En juillet 1900, les régénérateurs sont à nouveau au pouvoir mais João Franco n'entre pas au gouvernement. On comprend que ses relations avec Ernesto Hintze Ribeiro, chef du Parti Régénérateur et président du Conseil, ne sont pas très cordiales. La presse voit la rupture comme inévitable. Elle semble évidente lors de la session du 13 février 1901, pendant laquelle João Franco prononce un discours sur les concessions d'Outre-mer qui ne plaît pas au gouvernement. Pendant la session du 14 mai, le député José Malheiro Reimão attaque vivement la politique industrielle, suivi par João Franco qui explique alors sans détours les raisons politiques et économiques qui l'amènent à combattre le gouvernement. Tout cela cause une vive impression et finit par provoquer une très controversée dissolution de l'assemblée. La loi électorale est révoquée, des élections sont organisées. Mais João Franco et ses partisans perdent leur siège à l'assemblée. La rupture est totale et un nouveau parti est créé: le Parti régénérateur libéral, dit aussi Parti franquiste.

## La présidence du conseil
Cinq ans après sa fondation, grâce à son intense activité politique dans une période agitée, le parti engrange de nombreuses adhésions. Plusieurs affaires déchaînent les passions et discréditent les partis dominants, faisant chuter les gouvernements. En mai 1906, pour la population fatiguée de ces polémiques, il est clair que seul un groupe politique qui ne soit pas compromis dans les affaires passées pourrait résoudre les problèmes du pays.
Le troisième gouvernement Hintze Ribeiro tombe après seulement 57 jours de pouvoir. Le Parti Régénérateur Libéral apparaît comme l'unique alternative. Le nouveau gouvernement présidé par João Franco est composé d'Ernesto Driesel Schröter à l'Industrie, Luís Cipriano Coelho de Magalhães aux Affaires étrangères, Aires de Ornelas e Vasconcelos à la Marine et à l'Outre-mer, António Carlos Coelho de Vasconcelos Porto à la Guerre, José de Abreu do Couto Amorim Novais à la Justice et José Malheiro Reimão aux Travaux publics.
Ce gouvernement, bien que João Franco soit issu des Régénérateurs, est soutenu par le Parti Progressiste. Naît ainsi une coalition, la Concentration Libérale. João Franco prétend vouloir gouverner à l'anglaise, promettant l'amélioration de la démocratie. De nombreuses réformes sont présentées : celles des comptes publics, de la responsabilité ministérielle, de la liberté de la presse et de la répression des anarchistes. Par décret du 16 juillet 1906, il est honoré avec le titre de Grand-Croix pour service rendu à la nation.
Lors de la session parlementaire du 20 novembre 1906, il est à l'origine de l'expulsion violente du parlement des députés républicains Afonso Costa et Alexandre Braga.
La grève à l'université de Coimbra en 1907 accentue encore l'agitation sociale. Les progressistes du gouvernement démissionnent, privant celui-ci de leur appui au parlement. On accuse João Franco de gouverner à la turque contrairement à ce qu'il avait promis, le pays se trouvant dans une situation de dictature effective : l'assemblée a été dissoute et les élections reportées.
L'agitation augmente encore, une conspiration organisée par les républicains et les dissidents progressistes est déjouée le 28 janvier 1908. Le 1er février 1908 a lieu le régicide : le roi et le prince héritier sont assassinés en arrivant à Lisbonne. João Franco est rendu responsable du drame par sa manière de gouverner et le manque de moyens pour assurer la sécurité publique. Il démissionne, remplacé le 4 février par un gouvernement d'union nationale présidé par Francisco Joaquim Ferreira do Amaral.

## Anecdote
C'est João Franco, qui dans sa campagne pour la fondation de son parti, en 1901, utilise le premier le terme de rotativisme, avec un sens péjoratif, pour qualifier l'accord entre les deux partis qui alternent au pouvoir, accord leur permettant de mieux tromper le peuple. Il considère que le parlement n'est qu'une chambre d'enregistrement, car au lieu d'un système représentatif le pays serait sous un régime présidentiel : les députés ne dépendraient pas du corps électoral mais du bon vouloir du président en place. Dans un discours du 16 mai 1903, à l'occasion de l'inauguration du Centre Régénérateur Libéral de Lisbonne, il défend la promulgation d'une loi électorale qui garantisse la possibilité de représentation de toutes les volontés et de tous les intérêts généraux ou locaux, mettant fin au clientélisme et garantissant des élections honnêtes. Cela devrait passer par une loi réduisant les circonscriptions électorales, et attribuant les opérations de recensement et de vote au pouvoir judiciaire et à ses agents.